# Чупакабра
Чупакабра или Чупакабрас е същество, обитаващо, според легендите, южните части на Северна Америка, Централна Америка и Южна Америка.

## Етимология
Чупакабра (tʃupa'kabɾa) води началото си от испанските думи chupar, което означава „да смуча“, и cabra – „коза“.

## Описание и сведения
Това същество спада към групата на криптидите. Сведенията за Чупакабра идват от Мексико, Панама, Пуерто Рико и САЩ (Тексас и Колорадо). Според очевидците то представлява невисоко същество, което напада нощем кози, крави и овце и пие кръв, като това ги умъртвява. Някои разказват, че напада и хора, като ги отвлича в гората, където никой не знае какво става с тях.
Първи сведения за Чупакабра са записани през 1990 в Пуерто Рико, Перу, Чили и Хондурас, а по-късно и в САЩ, Мексико и Панама.
Според Мустафа Сирачки в университета в Мичиган, Чупакабра е подивяло куче болно от краста, а не извънземно същество.